# Aleksandr Galljamov
Aleksandr Romanovič Galliamov (in russo Александр Романович Галлямов?; Berezniki, 28 agosto 1999) è un pattinatore artistico su ghiaccio russo.
Pattinando in coppia con Anastasija Mišina ha vinto la medaglia d'oro al Campionato mondiale 2021, la medaglia d'oro al Campionato europeo 2022 e 2 medaglie di bronzo ai Giochi olimpici invernali di Pechino 2022, nella gara a squadre e nella gara a coppie.

## Palmarès
GP: Grand Prix; CS: Challenger Series; JGP: Junior Grand Prix

## Onorificenze

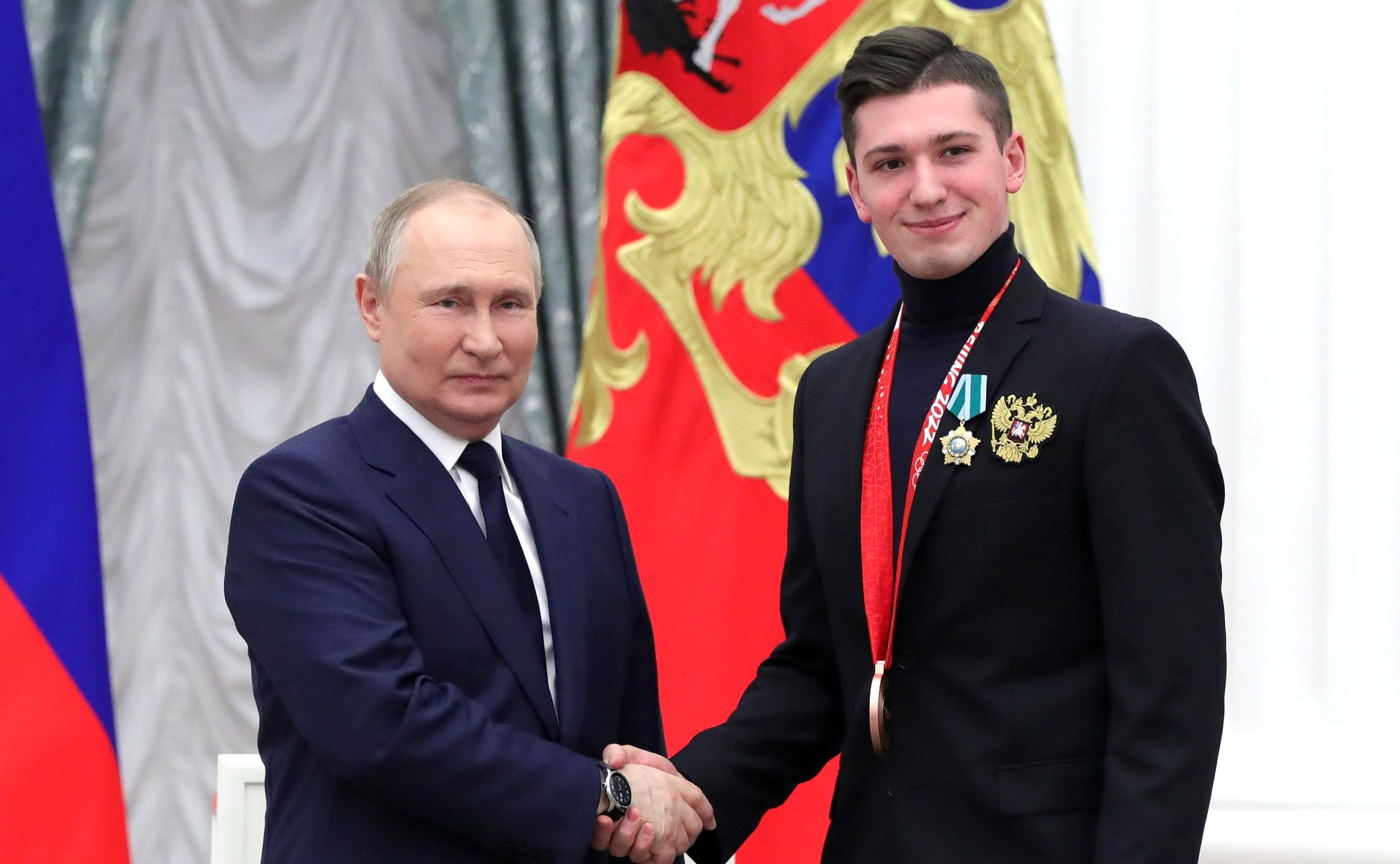
Il presidente russo Vladimir Putin e Aleksandr Galliamov, alla cerimonia per l'assegnazione dell'Ordine dell'Amicizia

### Con Mišina
| Internazionali | Internazionali | Internazionali | Internazionali | Internazionali | Internazionali | Internazionali | Internazionali | Internazionali |
| Evento | 2017–18        | 2018–19        | 2019–20        | 2020–21        | 2021–22        | 2022–23        | 2023–24        | 2024-25        |
| --- | -------------- | -------------- | -------------- | -------------- | -------------- | -------------- | -------------- | -------------- |
| Giochi olimpici invernali |                |                |                |                | 3°             |                |                |                |
| Campionati mondiali |                |                |                | 1°             |                |                |                |                |
| Campionati europei |                |                |                |                | 1°             |                |                |                |
| GP Final |                |                | 3°             |                | C              |                |                |                |
| GP Trophée Eric Bompard |                |                | 1°             |                |                |                |                |                |
| GP NHK Trophy |                |                | 3°             |                | 1°             |                |                |                |
| GP Rostelecom Cup |                |                |                | 2°             | 1°             |                |                |                |
| CS Alpen Trophy |                | 1°             |                |                |                |                |                |                |
| CS Finlandia Trophy |                |                | 1°             |                | 1°             |                |                |                |
| Bavarian Open |                |                | 1°             |                |                |                |                |                |
| Internazionali: Junior |                |                |                |                |                |                |                |                |
| Campionati mondiali | 3°             | 1ª             |                |                |                |                |                |                |
| JGP Final |                | 1°             |                |                |                |                |                |                |
| JGP Canada |                | 1°             |                |                |                |                |                |                |
| JGP Slovacchia |                | 1°             |                |                |                |                |                |                |
| Golden Spin | 1°             |                |                |                |                |                |                |                |
| Nazionali |                |                |                |                |                |                |                |                |
| Campionati Russi | 7°             | 5°             | 4°             | 4°             | 1°             | 2°             | 1°             | 1°             |
| Campionati Russi Junior | 2°             | 1°             |                |                |                |                |                |                |
| Finale di Coppa di Russia |                |                | 1°             | 1°             |                | 2°             | 1°             |                |
| Competizioni a squadre |                |                |                |                |                |                |                |                |
| Giochi olimpici invernali |                |                |                |                | 3° S           |                |                |                |
| World Team Trophy |                |                |                | 1° S 1° P      |                |                |                |                |
| C = Evento cancellato; S = Risultato della squadra; P = Risultato personale. Medaglie assegnate solo per il risultato di squadra. |                |                |                |                |                |                |                |                |